# Местоимения японского языка
В японском местоимения, в общем, используются реже, чем в других языках. Одной из причин этого является необязательность упоминания субъекта в предложении. Поэтому, в общем случае при переводе допускается добавлять недостающие местоимения в текст. Главное правило — в официальной речи избегаются местоимения первого и второго лица.
Японские местоимения, по большей части, имеют ещё хотя бы одно значение. В русском, например, слово «я» не значит ничего, кроме «я», а в японском 私 означает «частный, личный»; 家 — «дом», 僕 — «слуга».
Местоимения — это лишь часть сложной системы японского этикета, наряду с вежливыми глагольными формами (読む «ёму», читать — 読みます «ёмимасу», то же вежливо), особыми формами прилагательных (高い «такай», «высокий» и 高いです «такай дэсу»), системой уважительных префиксов (茶 «тя» — чай и 御茶 «о-тя» зелёный чай), пласта стилистических синонимов (行く, 参る, いらっしゃる для «ходить»). Выбор местоимения зависит от пола, возраста и социального статуса обоих говорящих, от предмета и объекта разговора.
Когда требуется выделить подлежащее, используется частица は (в этой роли читающаяся как «ва»), но если и так понятно, о чём ведётся разговор, её можно опустить. Японские глаголы могут помочь определить недостающие местоимения: 呉る «курэру», давать, используется в значении «давать мне», а глагол 上る «агэру» — в значении «давать кому-либо, но не мне». Если предложение состоит из прилагательного на -い (например, 寂しい «сабисий», грустный, одинокий), то говорящий имеет в виду себя: «Мне одиноко».
Таким образом, обычно «я» используется для прояснения или уточнения. Вместо местоимений второго лица используется имя того, о ком говорится, с соответствующим именным суффиксом.

## Список личных местоимений
Неполнота списка обусловлена диалектными различиями. У местоимения «оно» в японском нет прямого аналога.
| Поливанов                                     | Хирагана       | Кандзи         | Уровень вежливости                                                         | Гендер                               | Примечание |
| – Я –                                         | – Я –          | – Я –          | – Я –                                                                      | – Я –                                | – Я – |
| --------------------------------------------- | -------------- | -------------- | -------------------------------------------------------------------------- | ------------------------------------ | --- |
| Ватаси                                        | わたし         | 私             | Формальное                                                                 | Мужчины и женщины                    | わて ватэ в Кансайском диалекте. |
| Ватакуси                                      | わたくし       | 私             | Очень формальное                                                           | Мужчины и женщины                    | Самый вежливый и официальный способ сказать «я». |
| Варэ                                          | われ           | 我             | Очень формальное и архаичное                                               | Мужчины и женщины                    | |
| Вага                                          | わが           | 我が           | Очень формальное                                                           | Мужчины и женщины                    | Дословно, «мой», используется в речах: 我が社 вагася (наша компания) или 我が国 вагакуни (наша страна). |
| Орэ                                           | おれ           | 俺             | Неформальное                                                               | Мужчины                              | Может быть сочтено грубым, так как подчёркивает мужественность. Используется в разговоре с младшими и подчинёнными, для акцентирования собственного статуса. При использовании в семье подчёркивает родственную близость, а не мужественность.                                                        |
| Боку                                          | ぼく           | 僕             | Неформальное                                                               | Мужчины и мальчики, редко — женщины. | Дословно — «прислуга мужского пола». Употребление мужчинами подчёркивает вежливость и приверженность правилам, женщинами — оттенок мужественности и независимости. |
| Васи                                          | わし           | 儂             |                                                                            | Старики                              | Используется в фильмах и мультфильмах для придания герою черт стереотипного старика. |
| Атай                                          | あたい         | 私             | Неформальное                                                               | Женщины                              | Сленговый вариант あたし атаси. |
| Атаси                                         | あたし         |                | Неформальное                                                               | Женщины и девочки                    | Подчёркивает мягкость, нежность. Редко встречается в письменной речи, но популярно у молодёжи. |
| Атакуси                                       | あたくし       |                | Формальное                                                                 | Женщины                              | |
| Ути                                           | うち           | 家             | Неформальное                                                               | Гейши Гиона и девочки-подростки      | Дословно — «дом», «собственность». Распространено также в Кансайском диалекте. |
| имя говорящего                                |                |                | Неформальное                                                               | Дети                                 | Считается милым и домашним способом называния себя. |
| Ора                                           | おら           |                |                                                                            | Мужчины и женщины                    | Употребляется в северных говорах. Придаёт речи деревенский, просторечный оттенок. Дети стали использовать его под влиянием аниме Dragon Ball и Crayon Shin-chan. |
| – Ты –                                        |                |                |                                                                            |                                      | |
| имя и уважительный префикс, например, о-, го- | お, ご         | 御             | Формальность зависит от используемого префикса                             | Мужчины и женщины                    | |
| Аната                                         | あなた         | 貴方 貴男 貴女 | Зависит от контекста                                                       | Мужчины и женщины                    | Иероглифическая запись используется редко. Дословно означает «мой господин», «моя госпожа». Самый вежливый способ обратиться к собеседнику после использования имени. Также используется японками при обращениях к мужу в значении «Дорогой».                                                         |
| Кидзё                                         | きじょ         | 貴女           | Формальное                                                                 | Женщины                              | Редкое местоимение. |
| Анта                                          | あんた         |                | Неформальное                                                               | Мужчины и женщины                    | Более грубый и разговорный вариант «аната». Часто выражает гнев. Может восприниматься как признак необразованности. |
| Отаку                                         | おたく         | お宅 御宅      | Формальное, вежливое                                                       | Мужчины и женщины                    | Дословно — «ваш дом». Используется и для того, чтобы сказать «ваш дом» вежливо, и для того, чтобы обратиться к тому, с кем у говорящего небольшая дистанция. Японские неформалы ёрнически использовали это местоимение, и со временем за ним закрепилось значение «фанат», «повёрнутый» (подробнее…). |
| Омаэ                                          | おまえ         | お前           | Очень неформальное                                                         | Мужчины и женщины                    | Грубый мужской вариант обращения на «ты», подчёркивает крутость. Также может использоваться в качестве ругательства, для выражения гнева. Неприлично употребление по отношению к старшему. |
| Тэмаэ, тэмээ                                  | てめえ, てまえ | 手前           | Грубо                                                                      | В основном, мужчины                  | Тэмээ грубее тэмаэ. Очень грубо. |
| Кисама                                        | きさま         | 貴様           | Нецензурная брань                                                          | В основном, мужчины                  | В древности — очень вежливое местоимение, изменившее сейчас смысл. Также это местоимение использовалось в армии при обращении старшего по званию к младшим. |
| Кими                                          | きみ           | 君             | Неформальное                                                               | Мужчины и женщины                    | По отношению к девушке — «дорогая» или «подчинённая»; также используется для обозначения близости, доброжелательности говорящего к получателю (от детей до молодых взрослых); употребление в разговоре со старшими или начальством считается грубым.                                                  |
| Онся                                          | おんしゃ       | 御社           | Формальное                                                                 | Мужчины и женщины                    | Используется для представления своей компании. |
| Кися                                          | きしゃ         | 貴社           | Формальное                                                                 | Мужчины и женщины                    | То же, что и «онся». |
| – Он / она –                                  |                |                |                                                                            |                                      | |
| Аноката                                       | あのかた       | あの方         | Формальное                                                                 | Мужчины и женщины                    | Иногда произносится как «ано хо:». |
| Анохито                                       | あのひと       | あの人         | Формальное                                                                 | Мужчины и женщины                    | Дословно — «тот человек». |
| Яцу                                           | やつ           | 奴             | Неформальное                                                               | Мужчины и женщины                    | Может использоваться для обозначения всех вариантов «он», «она», «оно». Непосредственное значение — «чувак», «мужик», «парень». |
| Коицу                                         | こいつ         | 此奴           | Очень неформальное                                                         | Мужчины и женщины                    | Указывает на человека, находящегося рядом с говорящим. |
| Соицу                                         | そいつ         | 其奴           | Очень неформальное и неуважительное                                        | Мужчины и женщины                    | Указывает на человека, находящегося рядом со слушателем. |
| Аицу                                          | あいつ         | 彼奴           | Очень неформальное и неуважительное                                        | Мужчины и женщины                    | Указывает на отдалённого человека. |
| – Он –                                        |                |                |                                                                            |                                      | |
| Карэ                                          | かれ           | 彼             | Формальное в общем случае, или неформальное (по отношению к возлюбленному) | Мужчины и женщины                    | Имело эквивалент 彼氏 карэси, который сейчас означает только «возлюбленный». |
| – Она –                                       |                |                |                                                                            |                                      | |
| Канодзё                                       | かのじょ       | 彼女           | Формальное в общем случае, или неформальное (по отношению к возлюбленной)  | Мужчины и женщины                    | Употреблённое как существительное, переводится дословно как «девушка» в контексте возлюбленной. |
| – Мы –                                        |                |                |                                                                            |                                      | |
| Хэйся                                         | へいしゃ       | 弊社           | Формально и скромно                                                        | Мужчины и женщины                    | Используется в письмах от имени компании. |
| Вагася                                        | わがしゃ       | 我が社         | Формально                                                                  | Мужчины и женщины                    | Используется для обращения от имени своей компании. |
| – Они –                                       |                |                |                                                                            |                                      | |
| Карэра                                        | かれら         | 彼等           | Распространено в разговорном языке                                         | Мужчины и женщины                    | |
| – Прочее –                                    |                |                |                                                                            |                                      | |
| Варэварэ                                      | われわれ       | 我々           | Формально и архаично «мы»                                                  | Мужчины и женщины                    | Используется в речи от имени группы людей. |

### Устаревшие местоимения
| Поливанов | Хирагана   | Кандзи                      | Гендер                                          | Примечание |
| – Я –     | – Я –      | – Я –                       | – Я –                                           | – Я – |
| --------- | ---------- | --------------------------- | ----------------------------------------------- | --- |
| Асси      | あっし     |                             | Мужчины                                         | Использовалось в эпоху Эдо мужчинами, в особенности ремесленниками; произошло от атаси. |
| Атики     | あちき     |                             | Женщины                                         | Использовалось проститутками, чтобы скрыть свой провинциальный говор. Употреблялось наряду с асси. |
| Ватти     | わっち     |                             | Женщины                                         | В древности имело такой же смысл, ныне употребляется в диалекте мино без окраски, независимо от пола. |
| Вагахай   | わがはい   | 我が輩,吾輩                 | Мужчины и женщины                               | Дословно — «товарищи», «друзья»; также используется для обращения к себе в формальной или пафосной манере. |
| Варава    | わらわ     | 妾                          | Женщины                                         | Ранее использовалось вместо «ватакуси». |
| Гусэй     | ぐせい     | 愚生                        | Мужчины скромно о себе                          | Использовалось преимущественно в письмах. |
| Ё         | よ         | 余, 予                      | Мужчины                                         | Книжное, равнозначно употреблению слова «автор»: «автор обращает внимание читателей…». |
| Маро      | まろ       | 麻呂, 麿                    | Мужчины и женщины                               | В древней Японии использовалось как составная часть мужских имён, начиная с периода Хэйан употреблялось знатью в качестве местоимения. В настоящее время встречается главным образом в литературе в речи кугэ. |
| Мидомо    | みども     | 身共                        | Мужчины                                         | Использовалось самураями по отношению к людям более низкого социального статуса. |
| Сё: сэй   | しょうせい | 小生                        | Мужчины скромно о себе                          | Использовалось в письмах. |
| Сорэгаси  | それがし   | 某                          |                                                 | Ранее использовалось вместо «ватакуси», сейчас — в устной речи. |
| Сэсся     | せっしゃ   | 拙者                        | Мужчины                                         | Использовалось самураями эпохи Эдо. |
| Яцугарэ   | やつがれ   | 僕                          | Мужчины и женщины, с XVII века — только мужчины | Сначала употреблялось и женщинами и мужчинами скромно о себе, затем мужчинами в торжественных и официальных ситуациях.                                                                                         |
| – Ты –    |            |                             |                                                 | |
| Нандзи    | なんじ     | 汝, менее распространено 爾 | Мужчины и женщины                               | Также имели место чтения なむち намути, в древнейших текстах — なんち нанти и なんぢ нанди. |
| Онуси     | おぬし     | 御主                        | Мужчины                                         | Использовалось самураями по отношению к человеку более низкого социального статуса. |
| Соната    | そなた     | 其方 (редко)                | Мужчины и женщины                               | Изначально было местоимением со значением «туда, там»; использовалось для уважительного обращения в Средневековье; сейчас имеет архаичный оттенок.                                                             |
| – Мы –    |            |                             |                                                 | |
| Годзин    | ごじん     | 吾人                        | Мужчины                                         | Использовалось в письмах. Изредка встречается и поныне. |
| Тин       | ちん       | 朕                          | Император о себе                                | Использовалось императорами Японии, после Войны постепенно употребление сошло на нет. Сейчас император использует ватакуси.                                                                                    |

## Суффиксымножественного числа
| Поливанов  | Хирагана   | Кандзи | Гендер            | Примечания |
| ---------- | ---------- | ------ | ----------------- | --- |
| Тати, дати | たち, だち | 達     | Мужчины и женщины | Формирует множественное число существительных и местоимений. 私 ватаси превращается в 私達 ватаситати. Исключение — 友達 томодати — «друг». Присоединение к имени означает «…и другие»: «山田達» — Ямадатати, «Ямада и другие». |
| Ката, гата | かた, がた | 方     | Мужчины и женщины | Более вежливо, чем «тати». |
| Томо, домо | とも, ども | 共     | Мужчины и женщины | Скромно. Создаёт ощущение разобщённости, поэтому может быть сочтено грубым. |
| Ра         | ら         | 等     | Мужчины и женщины | Неформальное (彼ら, карэра; 僕ら, бокура; 俺ら, орэра; 奴ら, яцура; あいつら, айцура). Используется с неформальными местоимениями и, особенно, с грубыми словами: お前ら, омаэра.                                               |

## Притяжательные местоимения
Японские притяжательные местоимения формируются из личных с помощью падежной частицы «но» (яп. の): ватаси но = мой, канодзё но = её. К любому из личных местоимений можно добавить «но» и получить притяжательное.

## Возвратные местоимения
В японском языке, также, как и в русском, есть только одно возвратное местоимение — «дзибун»  (яп. 自分), которое практически полностью аналогично русскому «себя». Также это слово иногда употребляется в значении «я» (в основном, мужчинами), а в некоторых диалектах — в значении «ты».
Местоимение «дзибун» не следует путать с определительным местоимением «дзисин»  (яп. 自身), которое переводится как «сам». Конструкция «дзибун дзисин», которая иногда преподносится как отдельное возвратное местоимение, на самом деле, соответственно, переводится как «сам себя».

## Прочие местоимения
Приведены в вопросительной форме, однако вопросительные и положительные местоимения отличаются только наличием или отсутствием вопросительного знака.
| Относительные местоимения       | Относительные местоимения | Относительные местоимения | Указательные местоимения                                                                       | Указательные местоимения | Указательные местоимения |
| Местоимение                     | Кандзи                    | Поливанов                 | Местоимение                                                                                    | Кандзи                   | Поливанов                |
| ------------------------------- | ------------------------- | ------------------------- | ---------------------------------------------------------------------------------------------- | ------------------------ | ------------------------ |
| Кто? Чей?                       | 誰？ 誰の？               | Дарэ? Дарэ но?            | Когда?                                                                                         | 何時？                   | Ицу?                     |
| Сколько (сто́ит)? Сколько (лет)? | 幾ら？ 幾つ？             | Икура? Икуцу?             | Этот (ближе ко говорящему, чем к собеседнику) Этот (ближе к собеседнику, чем к говорящему) Тот | この その あの           | Коно Соно Ано            |
| Что? Чей?                       | 何？ 何の？               | Нани? Нани но?            | Какой? Такой?                                                                                  | どんなの？ そんなの？    | Донна но? Сонна но?      |
| Почему? Отчего?                 | なぜ？ 何で？             | Надзэ? Нандэ?             | Откуда? Куда?                                                                                  | どこから？ どこに？      | Доко кара? Доко ни?      |